# Heinrich Bruns (Schauspieler)

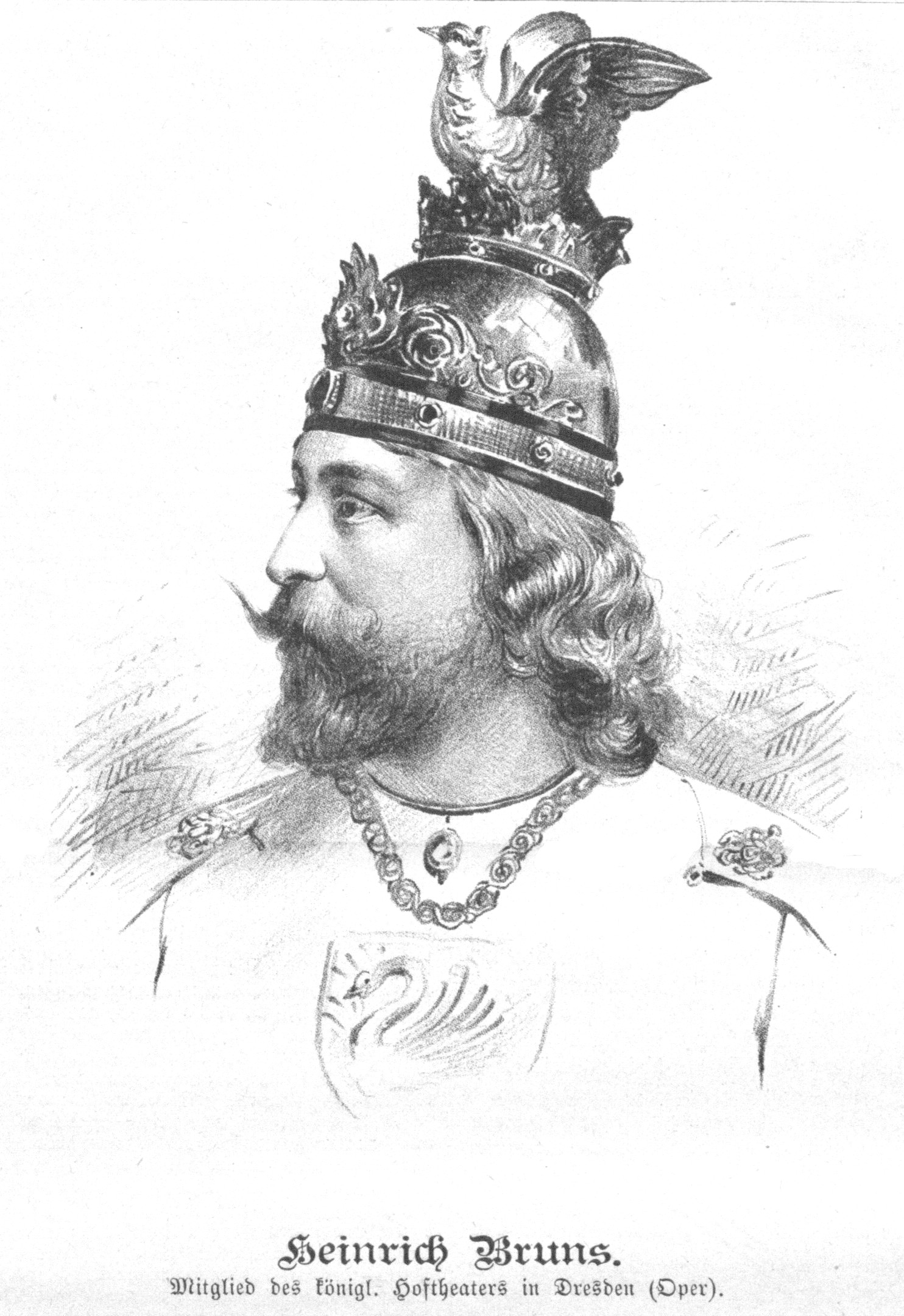
Heinrich Bruns im Jahre 1896

Heinrich Bruns, Pseudonym Heinrich Lebrun (* 17. August 1867 in Halberstadt; † März 1914 in München) war ein deutscher Theaterschauspieler, Opernsänger (Tenor) und Kabarettist.

## Leben
Bruns, Sohn eines Fabrikanten, war nach einem Universitätsstudium in der elterlichen Fabrik tätig, bis er begann, musikalische und gesangliche Studien aufzunehmen. Er absolvierte Cesare Gallieri in Mailand seine Ausbildung und beschloss sich der Bühne zu widmen. Sein erstes Engagement trat er in Weimar an, kam von dort ans Hoftheater in Dresden, wo seine Tenorstimme gelobt und gewürdigt wurde. Nach mehrjähriger Tätigkeit verließ er jedoch Dresden und ging nach Hamburg, wo seine Stimme sowohl auf der Bühne als auch im Konzertsaal Anerkennung fand.
Später ging er zum Kabarett über und trat unter dem Namen Lebrun in Wien und München auf.